# 九江總督
九江總督，又稱江西總督，為明朝末期設立的一個臨時總督職位。
崇禎十六年五月設置，轄區包括江西、湖廣、應天、安慶四巡撫之地。總督府設置于九江府，袁继咸擔任總督。